# Zuclo
Zuclo ist eine Fraktion der italienischen Gemeinde (comune) Borgo Lares in der Provinz Trient, Region Trentino-Südtirol.

## Geographie
Zuclo liegt etwa 29 Kilometer südwestlich von Trient auf einer Höhe von 595 m.s.l.m. in den Inneren Judikarien auf der orographisch rechten Talseite des Flusses Sarca. Die Gemeinde gehörte zur Talgemeinschaft Comunità delle Giudicarie. Nachbargemeinden waren Bleggio Superiore, Bolbeno, Bondo, Ledro, Preore und Tione di Trento.

## Geschichte
Zuclo war bis 2015 eine eigenständige Gemeinde. Am 1. Januar 2016 schloss sich Zuclo mit Bolbeno zur neuen Gemeinde Borgo Lares zusammen.

## Verkehr
Durch das ehemalige Gemeindegebiet führt die Strada Statale 237 del Caffaro von Brescia nach Calavino.

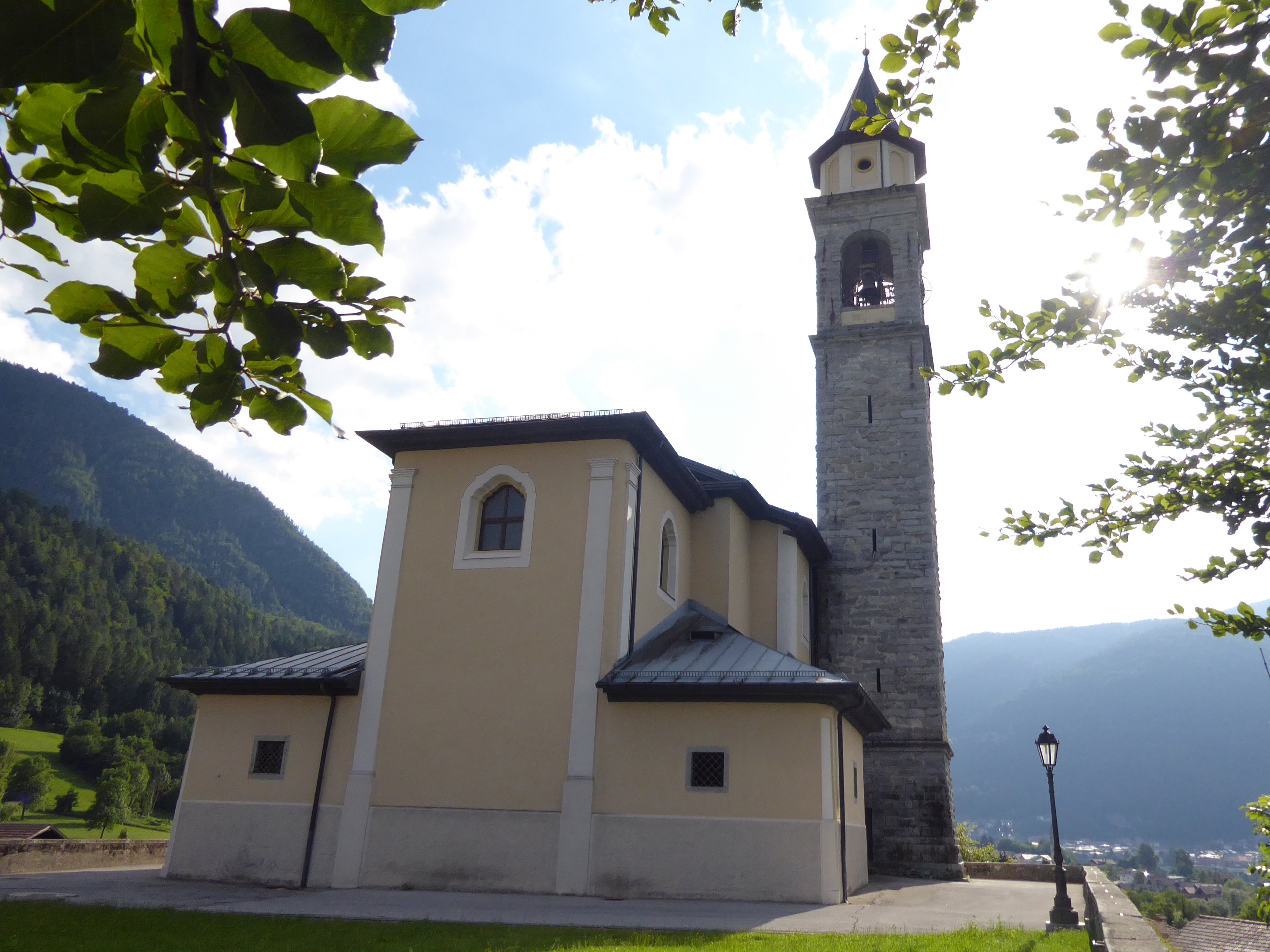
Pfarrkirche San Martino
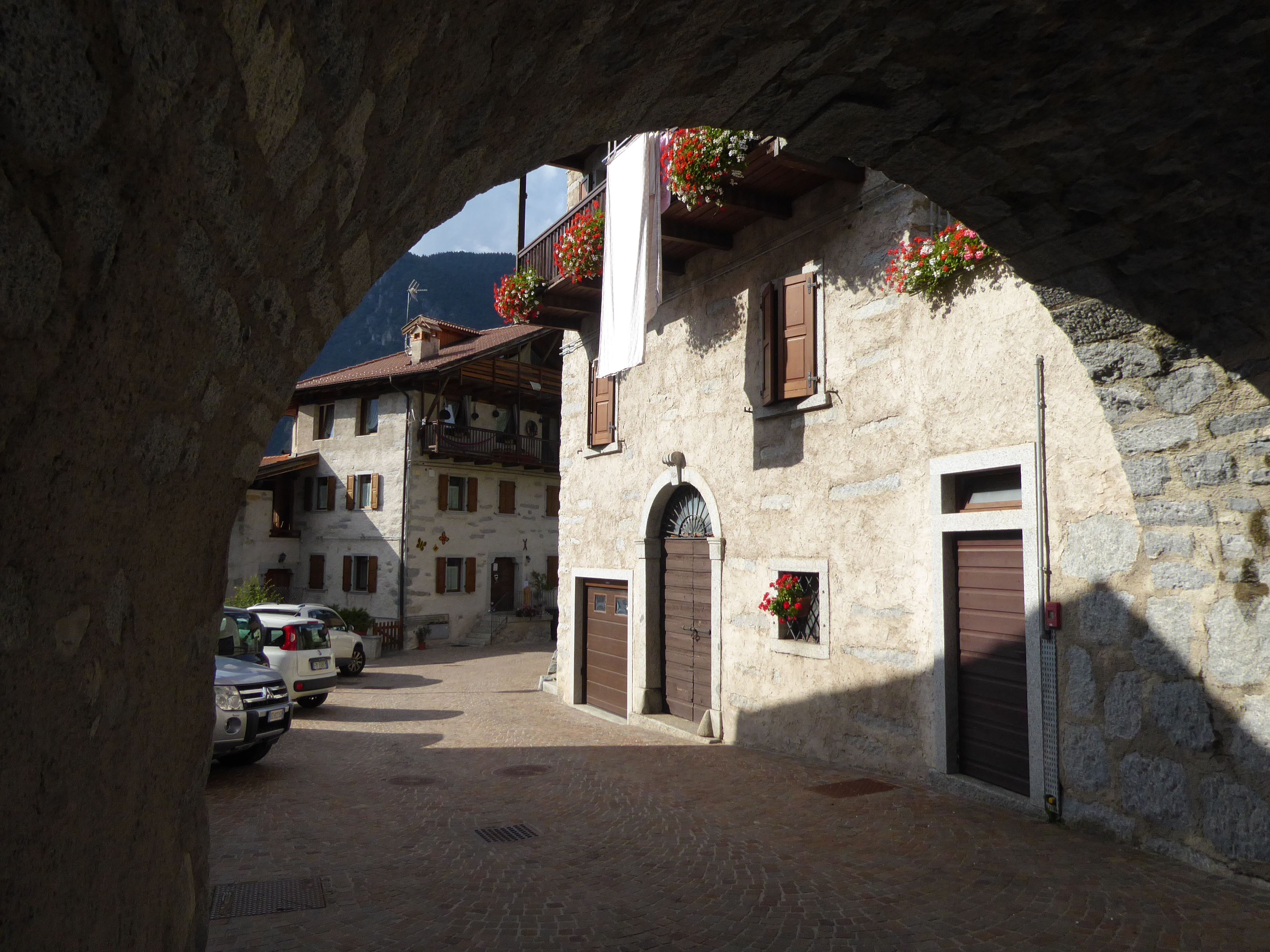
Ortskern
Ehemaliges Gemeindewappen
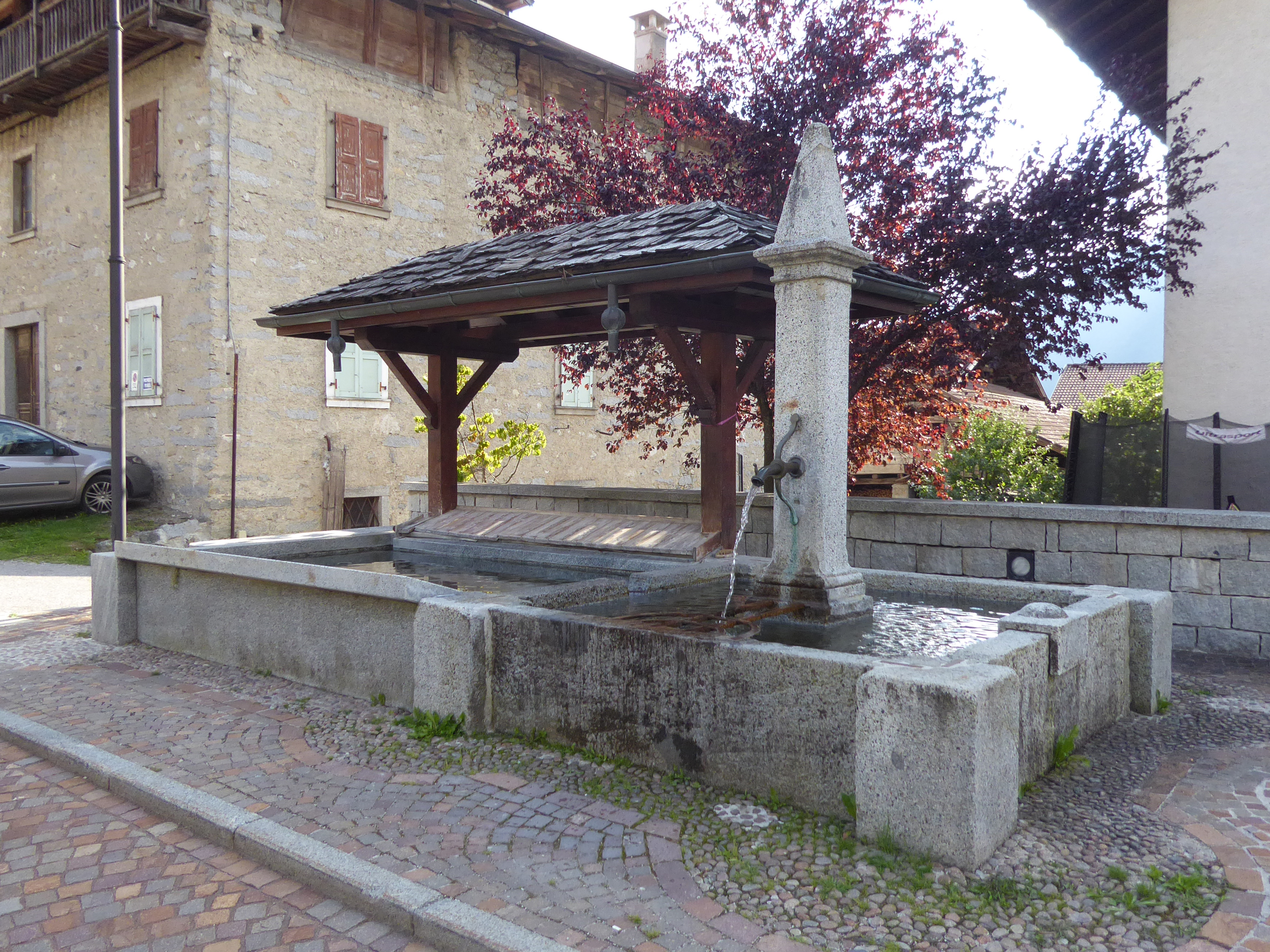
Dorfbrunnen